# العلاقات السيراليونية الكيريباتية
العلاقات السيراليونية الكيريباتية هي العلاقات الثنائية التي تجمع بين سيراليون وكيريباتي.

## مقارنة بين البلدين
هذه مقارنة عامة ومرجعية للدولتين:
| وجه المقارنة                                              | سيراليون       | كيريباتي                        |
| --------------------------------------------------------- | -------------- | ------------------------------- |
| المساحة (كم2)                                             | 71.74 ألف      | 811                             |
| عدد السكان (نسمة)                                         | 7.56 مليون     | 116.40 ألف                      |
| الكثافة السكانية (ن./كم²)                                 | 105.38         | 14.35 ألف                       |
| العاصمة                                                   | فريتاون        | جنوب تاراوا                     |
| اللغة الرسمية                                             | لغة إنجليزية   | لغة إنجليزية، اللغة الكيريباتية |
| العملة                                                    | ليون سيراليوني | دولار كريباتي، دولار أسترالي    |
| الناتج المحلي الإجمالي (بليون دولار)                      | 3.77 مليار     | 196.15 مليون                    |
| الناتج المحلي الإجمالي (تعادل القوة الشرائية) بليون دولار | 10.13 مليار    | 224.26 مليون                    |
| الناتج المحلي الإجمالي الاسمي للفرد دولار أمريكي          | 653            | 1.42 ألف                        |
| الناتج المحلي الإجمالي للفرد دولار أمريكي                 | 1.97 ألف       | 1.81 ألف                        |
| مؤشر التنمية البشرية                                      | 0.413          | 0.590                           |
| رمز المكالمات الدولي                                      | +232           | +686                            |
| رمز الإنترنت                                              | .sl            | .ki                             |
| المنطقة الزمنية                                           | 00             |                                 |

## منظمات دولية مشتركة
يشترك البلدان في عضوية مجموعة من المنظمات الدولية، منها:
| علم المنظمة | اسم المنظمة                                 | تاريخ انضمام سيراليون | تاريخ انضمام كيريباتي |
| ----------- | ------------------------------------------- | --------------------- | --------------------- |
|             | مؤسسة التنمية الدولية                       | 13 نوفمبر 1962        | 2 أكتوبر 1986         |
|             | مؤسسة التمويل الدولية                       | 10 سبتمبر 1962        | 2 أكتوبر 1986         |
|             | منظمة حظر الأسلحة الكيميائية                | ?                     | ?                     |
|             | الأمم المتحدة                               | 27 سبتمبر 1961        | 14 سبتمبر 1999        |
|             | الاتحاد الدولي للاتصالات                    | 30 ديسمبر 1961        | 3 نوفمبر 1986         |
|             | البنك الدولي للإنشاء والتعمير               | 10 سبتمبر 1962        | 29 سبتمبر 1986        |
|             | الاتحاد البريدي العالمي                     | ?                     | ?                     |
|             | مجموعة دول أفريقيا والكاريبي والمحيط الهادئ | ?                     | ?                     |
|             | يونسكو                                      | 28 مارس 1962          | 24 أكتوبر 1989        |
|             | دول الكومنولث                               | 1961                  | ?                     |